# Lao FF Cup 2019
Der Lao FF Cup 2019 war die erste Saison in der vierten Ära eines Fußballwettbewerbs in Laos. Der Wettbewerb war auch unter dem Namen Commando LFF Cup 2019 bekannt. Das Turnier startete mit der ersten Runde am 13. Juli 2019 und endete mit dem Finale am 8. September 2019.

## Termine
| Runde         | Datum                   |
| ------------- | ----------------------- |
| 1. Runde      | 13./14. Juli 2019       |
| Viertelfinale | 10./11./21. August 2019 |
| Halbfinale    | 24. August 2019         |
| Finale        | 28. September 2019      |

## Resultate und Begegnungen

### 1. Runde
| Datum         |                   | Ergebnis              |                    |
| ------------- | ----------------- | --------------------- | ------------------ |
| 13. Juli 2019 | Quest United FC   | 1:1 n. V. (5:4 i. E.) | Vientiane FT       |
| 13. Juli 2019 | Lao Toyota FC     | 9:0                   | Viengchanh FC      |
| 13. Juli 2019 | Lao Police FC     | 2:1                   | Master 7 FC        |
| 14. Juli 2019 | NUOL              | 0:1                   | Evo United FC      |
| 14. Juli 201  | Lao Army FC       | 0:3                   | Young Elephants FC |
| dat           | Vientiane Capital | 0:0 n. V. (4:2 i. E)  | Bears Lao FC       |

Freilos: Trinity FC, KPS FC

### Viertelfinale
| Datum           |                    | Ergebnis |                   |
| --------------- | ------------------ | -------- | ----------------- |
| 10. August 2019 | Trinity FC         | 2:8      | Evo United FC     |
| 11. August 2019 | Lao Police FC      | 7:0      | Quest United FC   |
| 11. August 2019 | Young Elephants FC | 2:0      | Vientiane Capital |
| 21. August 2019 | KPS FC             | 0:15     | Lao Toyota FC     |

### Halbfinale
| Datum           |                    | Ergebnis |               |
| --------------- | ------------------ | -------- | ------------- |
| 24. August 2019 | Young Elephants FC | 0:1      | Evo United FC |
| 24. August 2019 | Lao Toyota FC      | 2:0      | Lao Police FC |

### Finale
| Datum              |               | Ergebnis |               |
| ------------------ | ------------- | -------- | ------------- |
| 28. September 2019 | Lao Toyota FC | 8:0      | Evo United FC |

#### Finalstatistik
| Paarung  | Lao Toyota FC – Evo United FC |
| Ergebnis | 8:0 (3:0) |
| Datum    | 28. September 2019 |
| Stadion  | Neues Nationalstadion von Laos, Vientiane |
| Tore     | 1:0 Thipphachanth Inthavong (11.) 2:0 Thipphachanth Inthavong (32.) 3:0 Kazuo Homma (41.) 4:0 Somsavath Sophabmixay (46.) 5:0 Somsavath Sophabmixay (56.) 6:0 Thipphachanth Inthavong (59.) 7:0 Manolom Phetpackdy (71.) 8:0 Rafinha (90.) |